# انتقال جمعیت

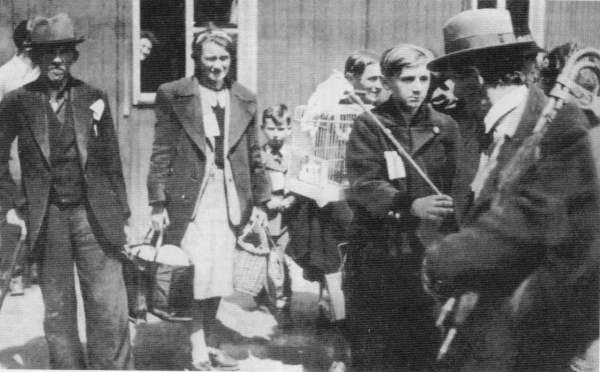
افرادی در در حال انتقال جمعیت اجباری

انتقال جمعیت یا اسکان مجدد حرکت گروه بزرگی از مردم از یک منطقه به منطقه دیگر را گویند. این رویداد اغلب شکلی‌ست از مهاجرت اجباری اعمال شده توسط سیاست‌های دولت یا قدرت‌های بین‌المللی و اغلب بر اساس قومیت یا مذهب و همچنین به خاطر توسعه اقتصادی روی میدهد. تبعید نیز یک فرایند مشابه است که به زور به افراد و گروه اعمال می‌شود.